# 耆那龍屬
耆那龍屬（學名：Jainosaurus）是大型的泰坦巨龍類恐龍，生存於白堊紀馬斯特里赫特階的印度，距今約6800萬年前。牠是四足的植食性恐龍，成年個體的身長可達18米長，高度約6米高，體重則沒有準確的估計過。牠的化石包括有頭蓋骨基部及部份顱後骨頭。
屬名是以印度古動物學家Sohan Lal Jain為名，他曾在腦部神經學上有重大貢獻。
耆那龍有曲折的分類歷史。在1933年，休尼（Friedrich von Huene）及Charles Matley將這些化石歸類於南極龍的一種，北方南極龍（Antarctosaurus septentrionalis）。在1995年的研究，發現牠們是一個獨立的屬，被命名為耆那龍。但是，Sohan Lal Jain則認為耆那龍是印度泰坦巨龍的幼年或雌性個體，而並非獨立的屬。

## 外部連結
- http://web.me.com/dinoruss/de_4/5a6d955.htm （页面存档备份，存于）
- 恐龍博物館──耆那龍